# Richeling
Richeling és un municipi francès, situat al departament del Mosel·la i a la regió del Gran Est. L'any 2007 tenia 356 habitants.

## Demografia

### Població
El 2007 la població de fet de Richeling era de 356 persones. Hi havia 136 famílies, de les quals 28 eren unipersonals (16 homes vivint sols i 12 dones vivint soles), 32 parelles sense fills, 60 parelles amb fills i 16 famílies monoparentals amb fills.
La població ha evolucionat segons el següent gràfic:
Habitants censats

### Habitatges
El 2007 hi havia 146 habitatges, 138 eren l'habitatge principal de la família, 1 era una segona residència i 7 estaven desocupats. 133 eren cases i 13 eren apartaments. Dels 138 habitatges principals, 117 estaven ocupats pels seus propietaris, 19 estaven llogats i ocupats pels llogaters i 2 estaven cedits a títol gratuït; 7 tenien dues cambres, 5 en tenien tres, 20 en tenien quatre i 106 en tenien cinc o més. 134 habitatges disposaven pel capbaix d'una plaça de pàrquing. A 47 habitatges hi havia un automòbil i a 83 n'hi havia dos o més.

### Piràmide de població
La piràmide de població per edats i sexe el 2009 era:
| Homes | Edats   | Dones |
| ----- | ------- | ----- |
| 0     | 95 o +  | 4     |
| 0     | 90 a 94 | 4     |
| 0     | 85 a 89 | 4     |
| 0     | 80 a 84 | 0     |
| 0     | 75 a 79 | 0     |
| 4     | 70 a 74 | 4     |
| 0     | 65 a 69 | 0     |
| 16    | 60 a 64 | 8     |
| 8     | 55 a 59 | 8     |
| 16    | 50 a 54 | 8     |
| 12    | 45 a 49 | 32    |
| 24    | 40 a 44 | 8     |
| 8     | 35 a 39 | 12    |
| 12    | 30 a 34 | 4     |
| 20    | 25 a 29 | 20    |
| 8     | 20 a 24 | 8     |
| 8     | 15 a 19 | 8     |
| 8     | 10 a 14 | 12    |
| 0     | 5 a 9   | 8     |
| 16    | 0 a 4   | 0     |

## Economia
El 2007 la població en edat de treballar era de 254 persones, 170 eren actives i 84 eren inactives. De les 170 persones actives 159 estaven ocupades (93 homes i 66 dones) i 11 estaven aturades (6 homes i 5 dones). De les 84 persones inactives 24 estaven jubilades, 16 estaven estudiant i 44 estaven classificades com a «altres inactius».

### Ingressos
El 2009 a Richeling hi havia 132 unitats fiscals que integraven 347 persones, la mediana anual d'ingressos fiscals per persona era de 18.393 €.

### Activitats econòmiques
Dels 9 establiments que hi havia el 2007, 1 era d'una empresa extractiva, 6 d'empreses de construcció, 1 d'una empresa financera i 1 d'una empresa de serveis.
Dels 6 establiments de servei als particulars que hi havia el 2009, 1 era un paleta, 1 fusteria, 3 lampisteries i 1 electricista.
L'any 2000 a Richeling hi havia 6 explotacions agrícoles que ocupaven un total de 165 hectàrees.

## Equipaments sanitaris i escolars
El 2009 hi havia una escola elemental.

## Poblacions més properes
El següent diagrama mostra les poblacions més properes.